# Etelä Sarveskuövdiloaivi
Etelä Sarveskuövdiloaivi är en kulle i Finland.   Den ligger i den ekonomiska regionen Norra Lappland och landskapet Lappland, i den norra delen av landet, 900 km norr om huvudstaden Helsingfors. Toppen på Etelä Sarveskuövdiloaivi är 375 meter över havet.
Terrängen runt Etelä Sarveskuövdiloaivi är platt.  Trakten runt Etelä Sarveskuövdiloaivi är nära nog obefolkad, med mindre än två invånare per kvadratkilometer. Det finns inga samhällen i närheten. Omgivningarna runt Etelä Sarveskuövdiloaivi är i huvudsak ett öppet busklandskap.